# Mauswiesel
Das Mauswiesel (Mustela nivalis), auch Zwerg- oder Kleinwiesel oder volkstümlich Hermännchen genannt, ist eine Raubtierart aus der Familie der Marder (Mustelidae). Neben dem Hermelin ist es die zweite in Mitteleuropa heimische Art der Wiesel.

## Verbreitung und Lebensraum

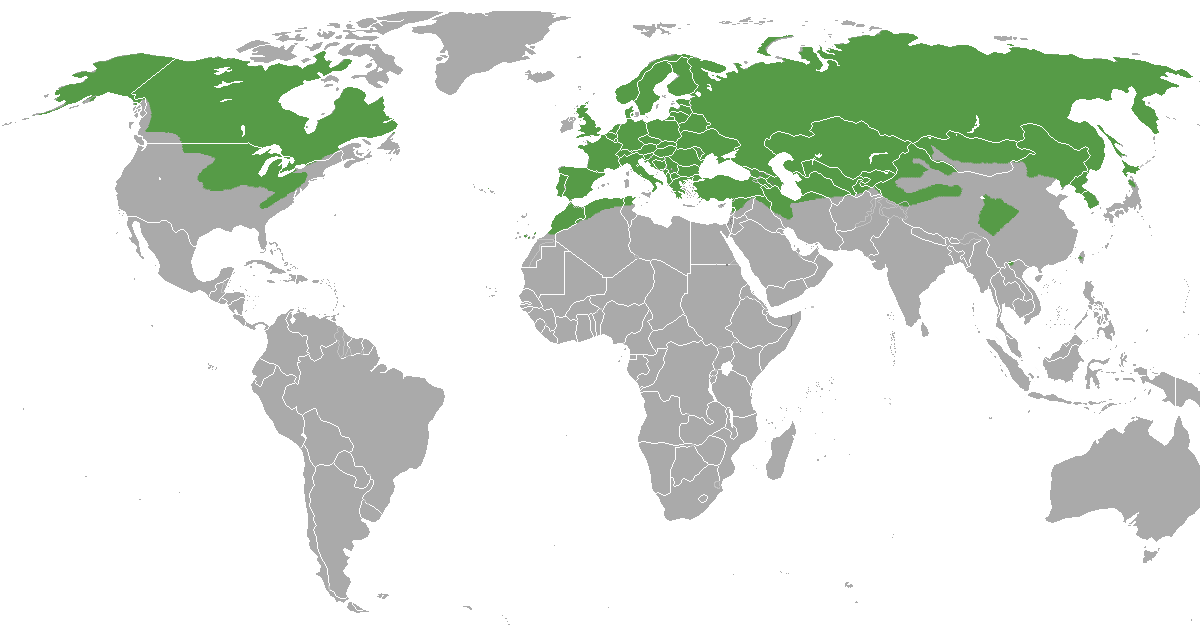
Verbreitungsgebiet des Mauswiesels

Mauswiesel sind nahezu in der gesamten paläarktischen Region sowie in Nordamerika beheimatet. Ihr Verbreitungsgebiet reicht von Westeuropa bis Japan und China und schließt im Gegensatz zum Hermelin auch den Mittelmeerraum und das nordwestliche Afrika mit ein. Im Nildelta kommt das Ägyptische Wiesel (Mustela nivalis subpalmata) vor, das als Unterart oder bloß als Population des Mauswiesels ohne Unterartenstatus angesehen wird. Nur in Irland, Island und den arktischen Inseln leben sie nicht. In Nordamerika sind sie in Alaska, nahezu ganz Kanada und dem Norden der Vereinigten Staaten verbreitet. Nach Neuseeland wurde die Art eingeführt.
Mauswiesel bewohnen eine Reihe von Habitaten, darunter Grünland- und Weinbergsbrachen, Waldränder, Wiesen und Weiden. Insbesondere in landwirtschaftlich genutzten Gebieten erreichen sie im Sommer hohe Populationsdichten. Zur Fortbewegung und Jagd werden lineare Strukturen wie Hecken, ungepflegte Gräben, Altgrasstreifen und Feldränder genutzt. Tiefe Wälder, Wüsten sowie Gebirge über 3000 Meter Höhe werden gemieden.

## Merkmale

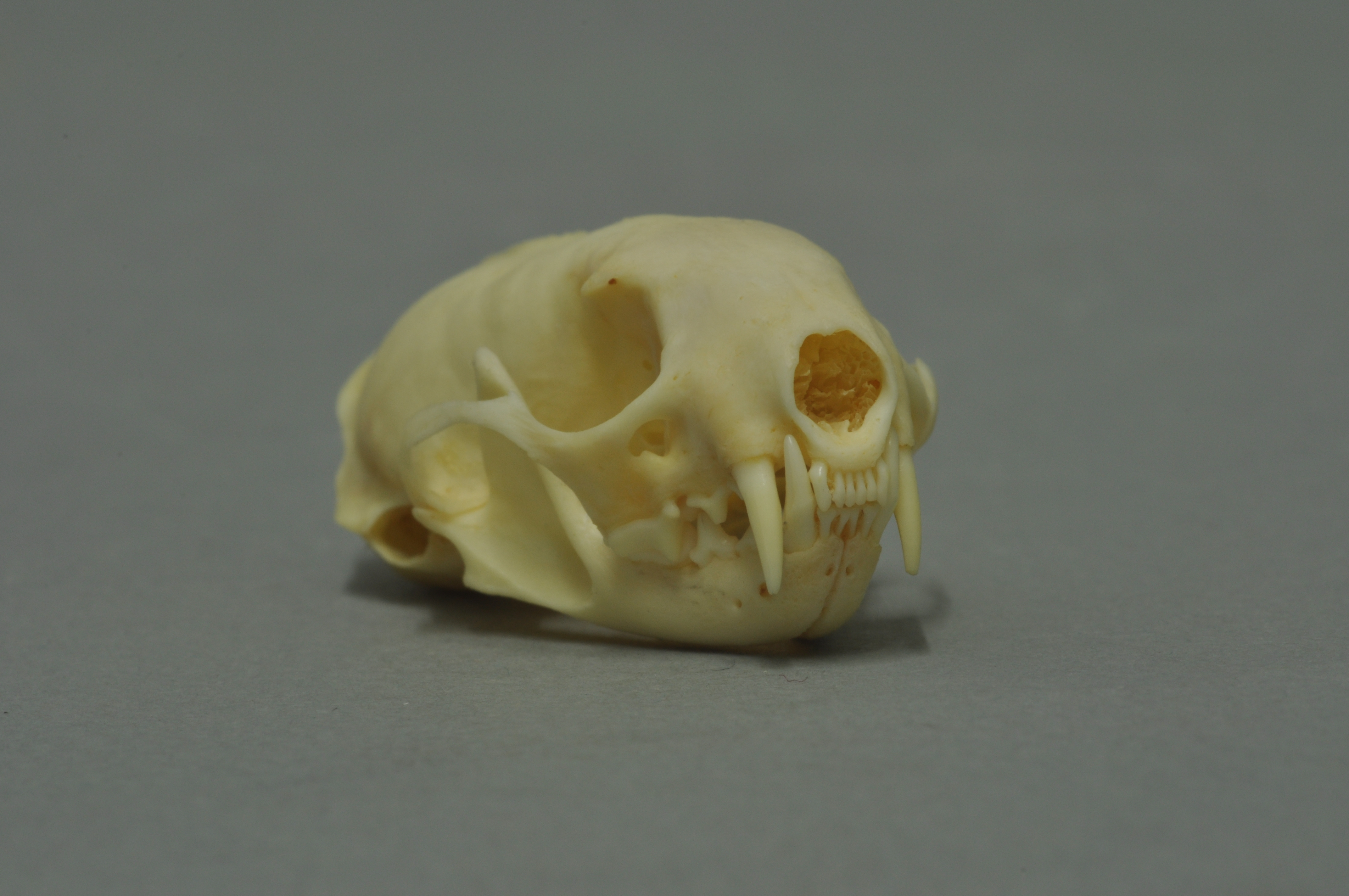
Schädel eines Mauswiesels aus der Sammlung des Museums Wiesbaden

Das Mauswiesel ist der kleinste Vertreter der Ordnung der Raubtiere (Carnivora), wenn es auch in seinem großen Verbreitungsgebiet erhebliche Größenunterschiede gibt. So schwankt die Kopf-Rumpf-Länge zwischen 11 und 26 Zentimeter, die Schwanzlänge zwischen 2 und 8 Zentimeter und das Gewicht zwischen 25 und 250 Gramm. Die Tiere in Nordamerika bleiben generell kleiner als die Tiere in Eurasien und werden dort als Least Weasel („Kleinstes Wiesel“) bezeichnet. Ebenso sind Weibchen durchschnittlich kleiner und leichter als die Männchen.
Das Fell des Kleinen Wiesels unterscheidet sich vom Hermelin durch die gezackte Linie zwischen der braunen Oberseite und der weißen Unterseite sowie durch braune Füße und einen braunen Schweif ohne schwarze Spitze.
Wie beim Hermelin kann es auch bei Mauswieseln zum Fellwechsel mit weißem Winterfell kommen, in Mitteleuropa tritt dies jedoch nur höchst selten auf. Regional gibt es Populationen, beispielsweise in den Nockbergen in Österreich oder in Litauen, die im Winter ebenfalls weiß umfärben.

## Lebensweise

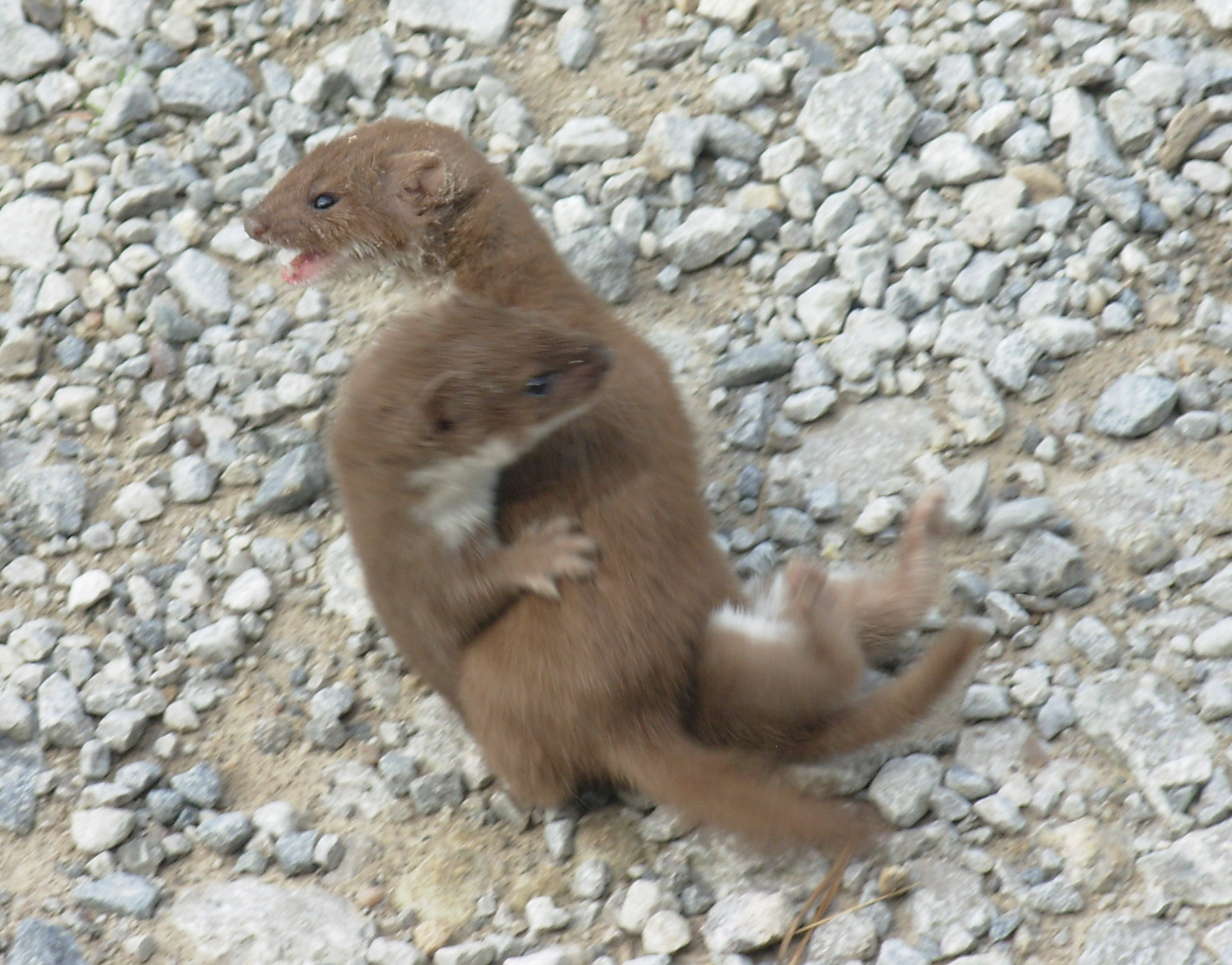
Kämpfende Mauswiesel

Mauswiesel können sowohl bei Tag als auch bei Nacht unterwegs sein, in den meisten Fällen sind sie allerdings tag- oder dämmerungsaktiv.
Als Lebensraum bevorzugen die Tiere trockene Wiesen, Felder sowie lichte Wälder mit Gebüschen und sind auch in der Nähe menschlicher Siedlungen anzutreffen. Als Deckung und Unterschlupf nutzen sie dichte Erd- und Baumlöcher, aber auch Fels- und Mauerspalten. Sie leben zudem unter Baumwurzeln und Steinhaufen und nutzen Baue, die von anderen Tierarten angelegt wurden.
Mauswiesel leben außerhalb der Paarungszeit vermutlich einzelgängerisch. Sie sind bei guten Nahrungsverhältnissen standorttreu, wobei von Männchen bis zu 50 Hektar große Reviere genutzt werden, von Weibchen kleinere Gebiete. Die Grenzen ihres Territoriums werden mit dem Sekret ihrer Analdrüsen markiert. Männchen leben in der Hauptpaarungszeit von März bis Oktober in der Regel nomadisch auf der Suche nach fortpflanzungsfähigen Weibchen. Begegnungen mit anderen Männchen werden dabei vermieden, können aber auch in aggressiven Auseinandersetzungen enden.

## Nahrung
Mauswiesel sind reine Fleischfresser und ihre Nahrung besteht vorrangig aus Kleinsäugern, insbesondere Nagetieren, bevorzugt Feld- und Wühlmäusen. Durch ihren Körperbau sind sie hervorragend an die unterirdische Jagd in Mäusegängen angepasst. Aufgrund ihres sehr engen Nahrungsspektrums sind Mauswiesel an Lebensräume mit einer Mindest-Mäusedichte gebunden, wobei sie kurzzeitig und jahreszeitenabhängig auch auf andere Nahrung wie Vögel und deren Eier, Insekten, junge Hasen oder Kaninchen oder Eidechsen ausweichen können. Aufgrund ihres hohen Grundumsatzes sind diese kleinen Raubtiere jedoch auf eine kontinuierliche Deckung ihres Energiebedarfs angewiesen.
Mauswiesel sind bekannt dafür, dass sie auch Beutetiere, die wesentlich größer sind als sie selbst, angreifen und töten, beispielsweise Kaninchen, sogar ausgewachsene Ratten. Oft töten sie auch mehr Tiere, als sie verzehren können. In der Regel wird das Opfer durch Genickbiss getötet.

## Fortpflanzung und Lebenserwartung

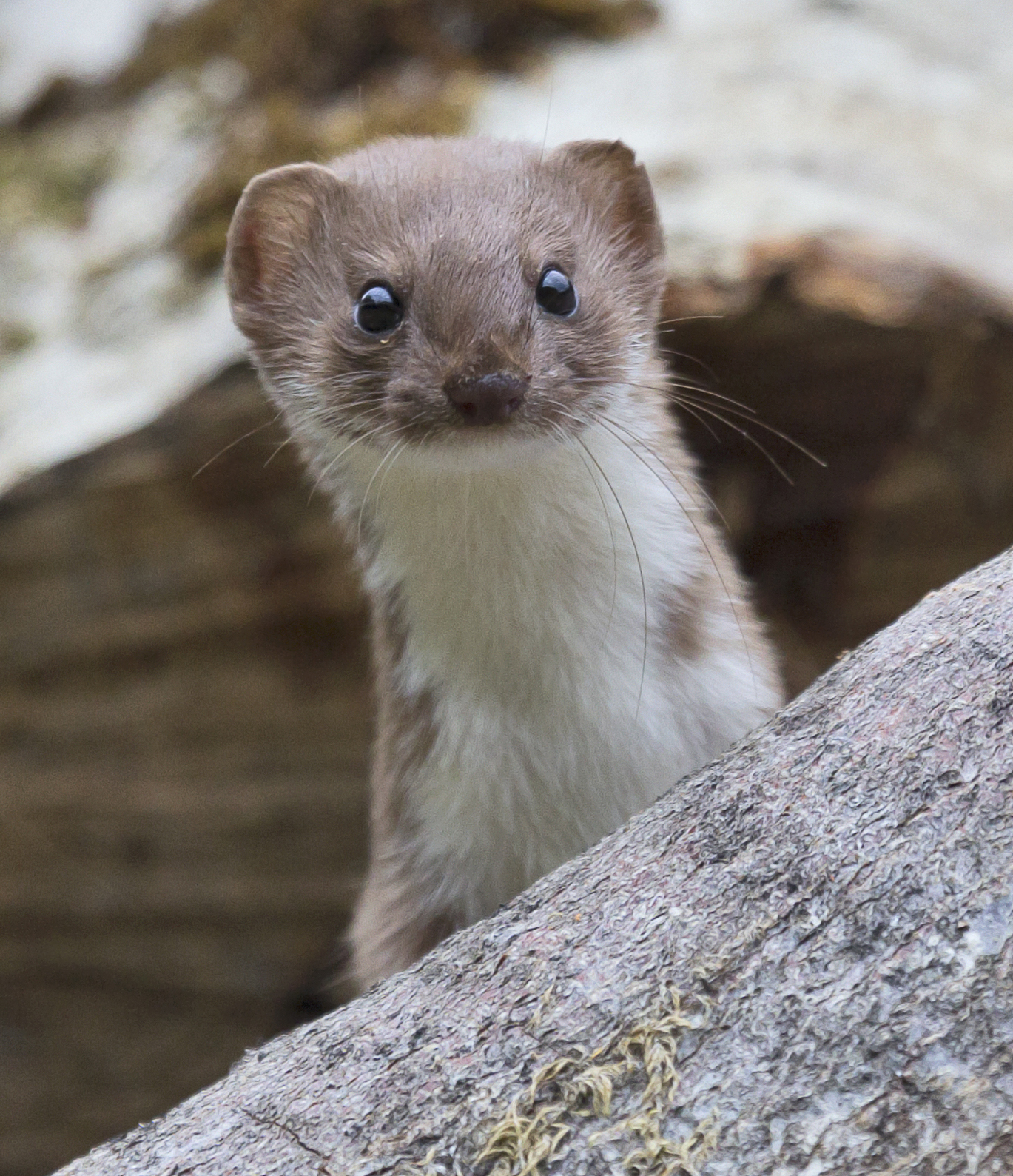
Kopf eines Mauswiesels

Die Paarung kann das ganze Jahr über erfolgen, auch in den arktischen Regionen im Winter, solange nur genug Nahrung vorhanden ist. Höhepunkt der Fortpflanzungssaison ist allerdings im Frühling und Spätsommer, unter günstigen Voraussetzungen kann ein Weibchen auch zweimal im Jahr Nachwuchs bekommen. Die Tragzeit dauert rund 34 bis 37 Tage, die Wurfgröße liegt bei durchschnittlich fünf und kann von drei bis zehn variieren. Neugeborene sind sehr klein (1,5 Gramm) und blind, nach einem Monat öffnen sie die Augen, nach eineinhalb bis zwei Monaten werden sie entwöhnt. Die Aufzucht der Jungen ist einzig Aufgabe der Weibchen, die bereits mit drei Monaten geschlechtsreif werden und sich schon in ihrem ersten Lebensjahr fortpflanzen können.
Viele Tiere sterben in ihrem ersten Lebensjahr, in freier Wildbahn können sie ein Alter von maximal drei bis fünf Jahren erreichen. Zu ihren natürlichen Feinden zählen unter anderem Greifvögel, Eulen, Füchse und auch Hermeline. In Gefangenschaft können Mauswiesel bis zu neun Jahre alt werden.

## Mauswiesel und Mensch
Da Mauswiesel sich vorrangig von als Schädlingen angesehenen Nagetieren ernähren, begegnet der Mensch ihnen mit Wohlwollen. Sie wurden auch zu diesem Zweck gehalten und in einigen Inseln und Regionen eingeführt, die nicht zu ihrem ursprünglichen Lebensraum gehörten. Die Jagd auf das Mauswiesel spielt im Gegensatz zu verwandten Arten nur eine sehr untergeordnete Rolle. Regional können Populationen durch Zerstörung ihres Lebensraumes bedroht sein, global gesehen zählen Mauswiesel aber nicht zu den bedrohten Arten. Auch wenn man sie in der Natur nur extrem selten zu Gesicht bekommt, ist ein Vorkommen von Mauswieseln in beinahe jedem Lebensraum ihres Verbreitungsgebietes zu erwarten.
Im Aberglauben gilt das Mauswiesel als Unglücksbote, der bösen Einfluss auf den Menschen hat. Das Fauchen, das Mauswiesel zur Warnung ausstoßen, wurde als Anzeichen einer „dämonischen Vergiftung“ gedeutet. Besonders zur Zeit der Hexenverfolgung galt das Mauswiesel in seiner Rolle als dämonischer Hausgeist als Anzeichen für Hexerei.
Die wohl erste internationale Schutzbemühung erfolgte durch die Berner Konvention von 1979. Im Anhang III wurde das Mauswiesel zu den schutzbedürftigen Tierarten gezählt, die nur im Ausnahmefall bejagt oder auf andere Weise genutzt werden dürfen. Dennoch waren Mauswiesel in Deutschland nicht überall geschützt; sie dürfen in einigen Bundesländern gemäß Bundesjagdgesetz vom 1. August bis zum 28. Februar gejagt werden.

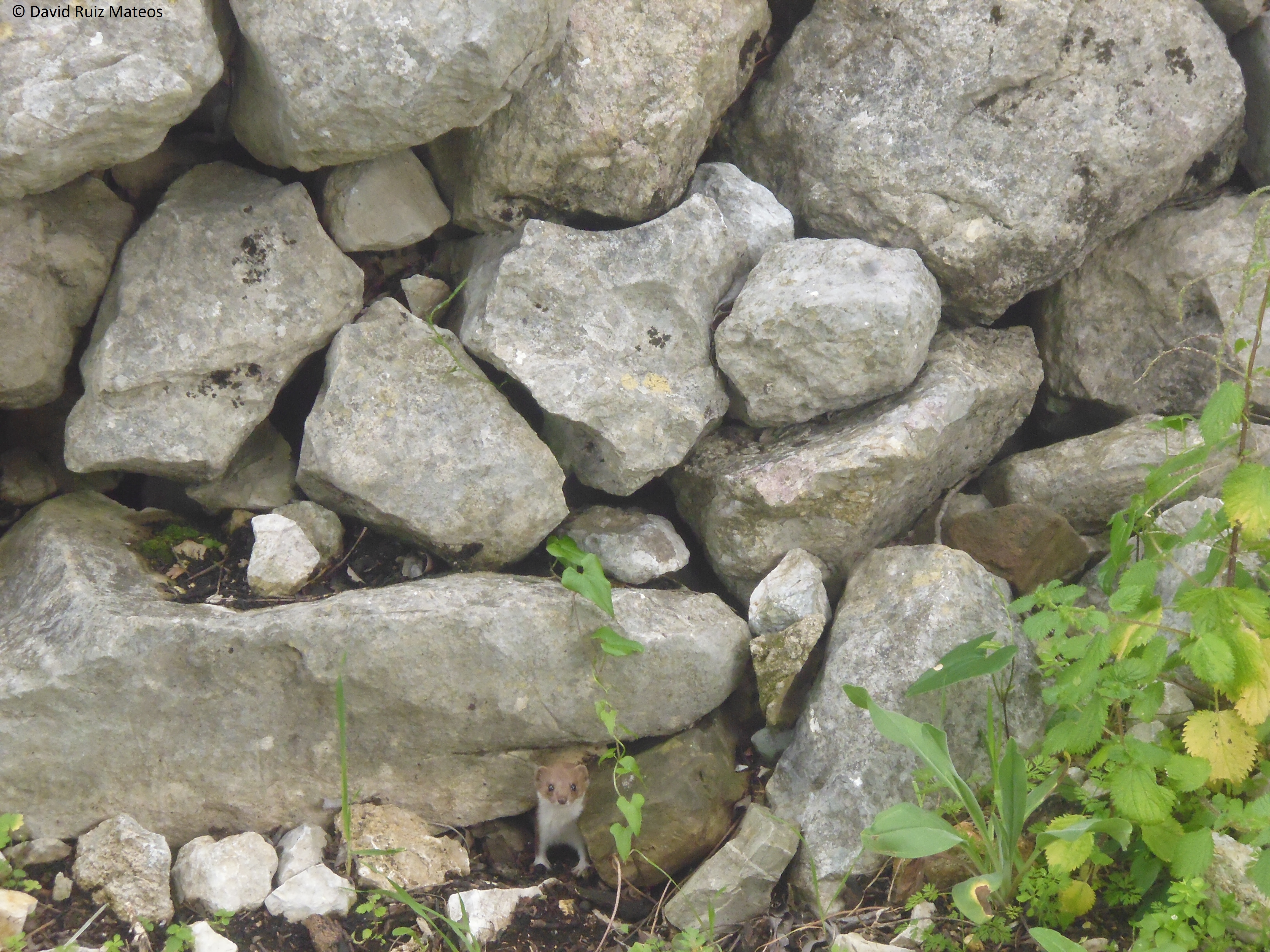
Mauswiesel, das kleinste Raubtier der Welt

2013 wurde das Mauswiesel in Deutschland zum Tier des Jahres erklärt. Bis auf Bayern, Bremen und Schleswig-Holstein ist es in Deutschland geschützt und wird ganzjährig geschont. In Nordrhein-Westfalen wurde es mit dem Ökologischen Jagdgesetz 2015 von der Liste der jagdbaren Arten komplett gestrichen. In Österreich, wo wie in Deutschland die Jagd Ländersache ist, ist der Status ebenfalls unterschiedlich. Während das Mauswiesel im Burgenland, in Niederösterreich und Wien ganzjährig gejagt wird, hat es in der Steiermark eine viermonatige Schonzeit und wird in den übrigen fünf Bundesländern ganzjährig geschont. In der Schweiz wird das Mauswiesel auf der Roten Liste der gefährdeten Tierarten aufgeführt und steht landesweit unter Schutz. Dem Populationsrückgang wird hier mit diversen Wieselförderprojekten begegnet.
Als Grund für die Bejagung wird oft die Behauptung angeführt, Mauswiesel seien schuld an Kabelfraß bei Autos. Es handelt sich dabei jedoch fast immer um Steinmarder und nicht um Mauswiesel.